# Karrharders
Het Karrharders is een Noord-Fries dialect dat gesproken wordt op het vasteland. Het taalgebied valt in weerwil van de naam niet samen met het Amt Karrharde; het wordt het alleen in het zuiden (gemeentes Enge-Sande en Stadum) gesproken. De rest van de Karrharde is nooit Friestalig geweest.
Het Karrharders wordt acuut met uitsterven bedreigd. Vanwege de geringe sprekerpopulatie worden er geen cursussen in gehouden.